# 1940年のイーグルス
1940年のイーグルス（1940ねんのイーグルス）では、1940年シーズンのイーグルス（黒鷲軍）の動向をまとめる。
この年のイーグルスは、山脇正治監督の2年目（途中就任の1939年を含む）のシーズンである。シーズン途中の9月、日米・日英関係の悪化から敵性語として英語を使用できなくなったことから「黒鷲軍」に球団名称を変更した。

## チーム成績

### レギュラーシーズン
| 順位 | 球団         | 勝利 | 敗戦 | 引分 | 勝率 | ゲーム差 |
| ---- | ------------ | ---- | ---- | ---- | ---- | -------- |
| 優勝 | 東京巨人軍   | 76   | 28   | 0    | .731 | -        |
| 2位  | 阪神軍       | 64   | 37   | 3    | .634 | 10.5     |
| 3位  | 阪急軍       | 61   | 38   | 5    | .616 | 12.5     |
| 4位  | 翼軍         | 56   | 39   | 10   | .589 | 15.5     |
| 5位  | 名古屋軍     | 58   | 41   | 5    | .586 | 15.5     |
| 6位  | 黒鷲軍       | 46   | 54   | 4    | .460 | 28.0     |
| 7位  | 名古屋金鯱軍 | 34   | 63   | 7    | .351 | 38.5     |
| 8位  | 南海軍       | 28   | 71   | 6    | .283 | 45.5     |
| 9位  | ライオン軍   | 24   | 76   | 4    | .240 | 50.0     |

## できごと
望月が途中退団し、亀田の奮闘が目立った年となった。当時新記録となるシーズン46先発、43完投をはじめ26勝と活躍した。